# Trierer Inventar zum chronischen Stress
Das Trierer Inventar zum chronischen Stress (TICS) ist ein psychologisches Selbstbeurteilungsverfahren zur Erfassung verschiedener Bereiche chronischer Stressoren. Der psychologische Fragebogen wurde 2004 von Schulz, Schlotz und Becker entwickelt. Dabei wird jeweils die Häufigkeit verschiedener Belastungserfahrungen in den letzten drei Monaten auf einer fünfstufigen Ratingskala erfragt. Die Bearbeitungszeit wird auf 10 bis 15 Minuten geschätzt und die Auswertungszeit auf 5 bis 10 Minuten, wobei eine computergestützte Version zur Verfügung steht.{ Der Fragebogen bezieht sich auf ein interaktionsbezogenes Stresskonzept. Der Fragebogen umfasst 57 Fragen, die zu folgenden 9 Skalen zusammengefasst werden:
- Arbeitsüberlastung
- Soziale Überlastung
- Erfolgsdruck
- Unzufriedenheit mit der Arbeit
- Überforderung bei der Arbeit
- Mangel an sozialer Anerkennung
- Soziale Spannungen
- Soziale Isolation
- Chronische Besorgnis.

Die Werte der Probanden können mit einer Normstichprobe verglichen werden, die aus 604 Personen im Alter zwischen 16 und 70 Jahren besteht. Auf der Basis der 57 Fragen dieses Fragebogens wurde eine kürzere Skala namens Screeningskala zum chronischen Stress (SSCS) entwickelt die nur aus 12 Fragen besteht.